# Humanity...
Humanity... là album chứa các ca khúc do Shinji Orito, Magome Togoshi, Mitsuru Sekiyama, Yasushi Tanno, và Shigeru Kiyokawa sáng tác. Album được Key Sounds Label phát hành lần đầu tiên vào ngày 10 tháng 8 năm 2001 tại Comiket 60, Nhật Bản, mang số catalog KSLA-0001.

## Danh sách track
| STT | Nhan đề | Phổ lời          | Phổ nhạc         | Thời lượng |
| --- | --- | ---------------- | ---------------- | ---------- |
| 1.  | "Again" (Performed by Hidetsuna Fujita) | Kazumi Ōtsuka    | Mitsuru Sekiyama | 5:14       |
| 2.  | "Summer Wind" (Performed by Hidetsuna Fujita) | Yasushi Tanno    | Yasushi Tanno    | 4:12       |
| 3.  | "The Summer Path Continues" (夏へ続く小径 Natsu e Tsuzuku Shōkei) (Performed by Mina Minomo)                                                                | Jun Maeda        | Shinji Orito     | 4:57       |
| 4.  | "In the Spring Afternoon, I Traveled a Long Distance" (春の午後、僕は長い旅をした Haru no Gogo, Boku wa Nagai Tabi o Shita) (Performed by Hidetsuna Fujita) | Jun Maeda        | Magome Togoshi   | 5:44       |
| 5.  | "Shadow of Silence" |                  | Yasushi Tanno    | 5:15       |
| 6.  | "Wrist" (Performed by Mina Minomo) | Jun Maeda        | Magome Togoshi   | 4:38       |
| 7.  | "Run" (Performed by Hidetsuna Fujita) | Jun Maeda        | Shinji Orito     | 5:39       |
| 8.  | "Highway Passing" |                  | Shigeru Kiyokawa | 4:00       |
| 9.  | "Love is Eternal" (Performed by Hidetsuna Fujita and Mina Minomo)                                                                                           | Hidetsuna Fujita | Mitsuru Sekiyama | 5:43       |
| 10. | "Bird's Poem: Bossanova Version" (鳥の詩 Tori no Uta) (Performed by Mina Minomo)                                                                            | Jun Maeda        | Shinji Orito     | 5:11       |